# 쿼크별
쿼크 별(영어: quark star 또는 영어: strange star)은 별난 별(exotic star)의 일종이며 가설로 존재하는 천체이다. 쿼크 별은 쿼크로 차 있으며 쿼크 별은 이론적으로는 거대한 중성자별의 안쪽에서 형성되는 축퇴 물질의 초고밀도 단계이다.
쿼크별은 천문학적으로는 확인되지 않았으며 중성자 축퇴 물질과 쿼크 사이의 전환 지점이기에 상태의 방정식은 알 수 없다. 이론상으로는 중성자 축퇴 물질이 모여서 중성자별을 만들 때, 개개의 중성자는 쿼크로 붕괴하여 별의 중력 대신 충분한 압력이 아래에 놓인다고 설명한다. 이런 쿼크 중에서 몇몇은 “기묘 쿼크”와 “기묘체”로 변하게 된다. 그리고 별은 쿼크 별로 불리는 별로 변하게 된다. 쿼크는 몇몇 우주론에서 이론적으로 암흑 물질의 후보로 뽑히는 물질 중 하나이다.

## 기묘한 별
최근 이론적인 연구에선 “기묘체”로 이루어진 쿼크 별은 이전의 이론적인 기대에서 물체의 전기장과 밀도를 감소시킬 수 있다는 메커니즘을 발견했다. 그러나, 프라샨스 자이쿠마르, 산자이 레디와 앤드류 W. 슈타이너 팀은 그들의 이론에서 충분히 큰 불확정성으로 연결되는 기본적인 가정을 세웠어도 아직 그 기초가 탄탄하지는 않다. 다른 이론에서는 “쿼크 물질과 진공 사이의 모난 경계면은 중성자별 표면과 매우 다른 특성을 지니고 있을 것이다”라고 설명한다. 그리고, 초기 연구에서 경시되던 표면 장력과 전기력이 핵심 요소로 지목받는다. 결론에 이르러서는 표면 장력이 임곗값 아래로 내려가면, 큰 기묘체는 분열되기 위해 불안정해지며 기묘한 별은 자연스레 복잡한 기묘체 조각으로 된다.

## 관측된 초고밀도 중성자별
쿼크 별은 현재 전적으로 이론적인 천체이다. 그러나 2002년 4월 10일, 찬드라 X-선 관측선에 의해 2가지 후보가 관측되었다. 이 두 천체는 각각 RX J1856.5-3754와 3C58로 명명됐는데, 전부터 중성자별로 추정되는 천체들이었다. 현재 알려진 물리법칙에 근거하여 봤을 때, 전자는 보다 작게 나타났고 후자는 보다 차갑게 나타났다. 이들은 중성자 축퇴 물질보다 더 조밀한 물질로 구성되어 있다고 추정된다. (그러나, 이 결과는 증거로 불충분하다는 연구자들의 회의적인 태도에 부딪혔다.) XTE J1739-285은 아이오와대학교의 필립 카렛의 팀이 관측했는데, 이 천체 또한 후보의 가능성이 있다고 알려졌다.
최근 (2008년) 초신성 SN2006gy, SN2005gj, SN2005ap의 발견 또한 쿼크 별의 존재에 대한 가능성과, SN1987A의 붕괴된 핵이 쿼크 별일 수도 있음을 제시한다.

## 프레온 별
프레온 별(preon star)은 프레온으로 이루어진 밀집성의 종류이다. 프레온 별은 1023kg/cm3을 넘는 아주 높은 밀도를 지니고 있다. 프레온 별은 지구와 비슷한 질량이지만 크기는 테니스공만한 크기이다.
프레온 별은 초신성 폭발이나 빅뱅이 근원이라고 추측된다. 이런 천체는 중력 렌즈의 원리로 감마선 영역에서 관측된다. 프레온 별은 암흑물질의 잠재적인 후보이다. 그러나, 현재 입자가속기를 사용해도 프레온의 존재는 찾아볼 수 없다.